# Екопарк студентський (Дрогобич)
Екопа́рк студе́нтський — дендрологічний парк місцевого значення в Україні. Розташований у межах міста Дрогобич Львівської області, на вулиці Тараса Шевченка, 23. 
Площа 0,3434 га. Статус присвоєно згідно з рішенням Львівської облради від 21.05.2019 року № 835. Перебуває у віданні: Дрогобицький державний педагогічний університет імені Івана Франка. 
Статус присвоєно з метою збереження дендропарку, розташованого на території, прилеглій до навчального корпусу Дрогобицького педагогічного університету. Тут росте понад 90 видів  інтродукованих та аборигених деревно-чагарникових порід та ряд травистих видів серед яких є занесені до Червоної книги України: білоцвіт весняний, підсніжник білосніжний, конвалія травнева, зозульки травневі, шафран Гейфеля. 
Територія дендропарку належала до будинковолодіння вілли бургомістра Дрогобича Раймунда Яроша — засновника і власника курорту Трускавець.